# Footprints In The Sand
«Footprints in the Sand» — третій сингл першого студійного альбому британської співачки Леони Льюїс — «Spirit» (2007). В Британії пісня вийшла 9 березня 2008 у цифровому форматі і 10 березня 2008 у якості CD-сингла. На диску із синглом «Footprints in the Sand» також знаходиться сингл «Better in Time» та композиція «You Bring Me Down». Пісня написана Річардом Пейдж, Пер Магруссоном, Девідом Крюгером та Саймоном Ковеллом; спродюсована Стівом Маком. Музичне відео зрежисерувала Софі Мюллер; прем'єра музичного відео відбулась 27 лютого 2008.

## Загальна інформація
Пісня створювалась у якості офіційної рекламної пісні для благодійної організації Sport Relief for 2008. 7 березня 2008 пісня вийшла в Британії у якості третього синглу дебютного альбому Льюїс «Spirit». 9 березня 2008 сингл вийшов у цифровому форматі. Пісня на окремому диску відрізняється від версії, яка присутня в альбомі. На окремому CD знаходиться міксована версія пісні.
Пісня «Footprints in the Sand» створювалась на основі християнського вірша «Footprints». Саймон Ковелл запропонувати команді Льюїс, Девіду Крюгеру і Перу Магруссоном, взяти ідею з вірша і написати нову композицію. Разом із іншим автором пісень, Річардом Пейджем, Крюгер і Магруссон написали пісню на наступний день. Льюїс описала пісню, як "дуже рухливу і з дуже емоційним текстом". Пісня розповідає про людину, яка перебуває там, де людям потрібна її допомога.
Вперше Льюїс виконала сингл вживу 9 березня 2008 на шоу Dancing on Ice; на задньому плані виступала танцювальна команда Torvill and Dean.

## Рецензії
Кріс Ілвелл-Саттон із Evening Standard описав пісню, як "потужна балада, яка стала б гарною темою для диснеївського фільму". Чад Грішоу із IGN Music поставив пісню «Footprints in the Sand» поряд із іншою композицією із альбому «Here I Am» і назвав їх "баладами для спальні". Ліндсі Віншіп із BBC Music сказала, що "гра на піаніно в цій пісні схожа на співочого птаха, який возносить вокал Леони на перед". Алекс Флетчер із Digital Spy сказав, що пісня "змусить вашу бабусю заплакати".

## Музичне відео
Музичне відео зрежисерувала Софі Мюллер. Зйомки проходили в Лондоні. Весь відеокліп показаний у чорно-білому вигляді. Відео показує уривки з відео, яке було зняте під час візиту Льюїс у Йоханесбург, Південна Африка, і сцени, де Льюїс виконує пісню для відеокліпу.
Прем'єра музичного відео відбулась 27 лютого 2008 на офіційному сайті Льюїс у і на сайті BBC Radio 1. Спеціальну версію кліпу показали 9 березня 2008 в передачі BBC One.

## Список пісень
CD-сингл (Syco) / CD-сингл (RCA) / CD-сингл для Швейцарії
1. "Better in Time" (Single Mix) – 3:55
2. "Footprints in the Sand" (Single Mix) – 3:58

Преміум CD-сингл для Німеччини
1. "Better in Time" (Single Mix) – 3:55
2. "Footprints in the Sand" (Single Mix) – 3:58
3. "Bleeding Love" (Moto Blanco Remix Radio Edit) – 3:40
4. "Better in Time" (Video) – 3:58

Sony сингл; Максі CD-сингл для Швейцарії
1. "Better in Time" (Single Mix) – 3:55
2. "Footprints in the Sand" (Single Mix) – 3:58
3. "Bleeding Love" (Moto Blanco Remix Radio Edit) – 3:40

CD-сингл для Британії Sport Relief
1. "Better in Time" – 3:55
2. "Footprints in the Sand" – 4:09
3. "You Bring Me Down" – 3:54

## Чарти
Після офіційного релізу альбому в листопаді 2007, пісня «Footprints in the Sand» стала 65-ю найчастіше завантаженою піснею в Британії. 24 лютого 2008, за три тижні до офіційного релізу, сингл дебютував на 74 місце британського чарту UK Singles Chart. 9 березня 2008 пісня була повторно введена до чарту і дебютувала на 63 місце. Після офіційного релізу подвоєного синглу «Better in Time»/«Footprints in the Sand» сингл досяг 2 місця чарту UK Singles Chart.

### «Better in Time»/«Footprints in the Sand»
| Чарт (2008)                  | Місце |
| ---------------------------- | ----- |
| Eurochart Hot 100 Singles    | 8     |
| Germany German Singles Chart | 2     |
| UK Singles Chart             | 2     |

### «Footprints in the Sand»
| Чарт (2008-09)            | Місце |
| ------------------------- | ----- |
| Eurochart Hot 100 Singles | 73    |
| Irish Singles Chart       | 50    |
| Swiss Singles Chart       | 35    |
| UK Singles Chart          | 25    |

## Продажі
Версія із піснею «Better in Time» отримала срібну сертифікацію від британської компанії BPI.
| Країна         | Сертифікація (таблиця продажів та сертифікатів) | Продажі  |
| -------------- | ----------------------------------------------- | -------- |
| Британія (BPI) | Срібло (разом із «Better in Time»)              | +200,000 |

## Історія релізів
| Країна          | Дата            | Лейбл                | Формат                         |
| --------------- | --------------- | -------------------- | ------------------------------ |
| Велика Британія | 9 березня 2008  | Syco Music           | Цифрове завантаження           |
| Велика Британія | 10 березня 2008 | Syco Music           | CD-сингл                       |
| Канада          | 11 березня 2008 | Sony BMG, Syco Music | CD-сингл, цифрове завантаження |
| США             | 11 березня 2008 | Sony BMG, Syco Music | CD-сингл, цифрове завантаження |
| Австралія       | 8 квітня 2008   | Sony BMG, Syco Music | Цифрове завантаження           |
| Австралія       | 19 квітня 2008  | Sony BMG, Syco Music | CD-сингл                       |
| Швейцарія       | 16 травня 2008  | Sony BMG, Syco Music | Максі-сингл                    |
| Швейцарія       | 23 травня 2008  | Sony BMG, Syco Music | CD-сингл, цифрове завантаження |
| Німеччина       | 30 травня 2008  | Ariola               | CD-сингл, максі-сингл          |
| Європа          | 3 червня 2008   | Sony BMG Europe      | CD-сингл, цифрове завантаження |
| Японія          | 6 червня 2008   | Sony BMG Europe      | CD-сингл, максі-сингл          |
| Австралія       | 5 липня 2008    | Sony BMG, Syco Music | Максі-сингл                    |